# Beizifu
Beizifu (kinesiska: 贝子府, 贝子府镇) är en köping i Kina. Den ligger i den autonoma regionen Inre Mongoliet, i den norra delen av landet, omkring 740 kilometer öster om regionhuvudstaden Hohhot. Antalet invånare är 45637. Befolkningen består av 21 800 kvinnor och 23 837 män. Barn under 15 år utgör 15,0 %, vuxna 15-64 år 75 %, och äldre över 65 år 8,0 %.
Genomsnittlig årsnederbörd är 633 millimeter. Den regnigaste månaden är juli, med i genomsnitt 148 mm nederbörd, och den torraste är januari, med 2 mm nederbörd.